# Велика мечеть (Сана)

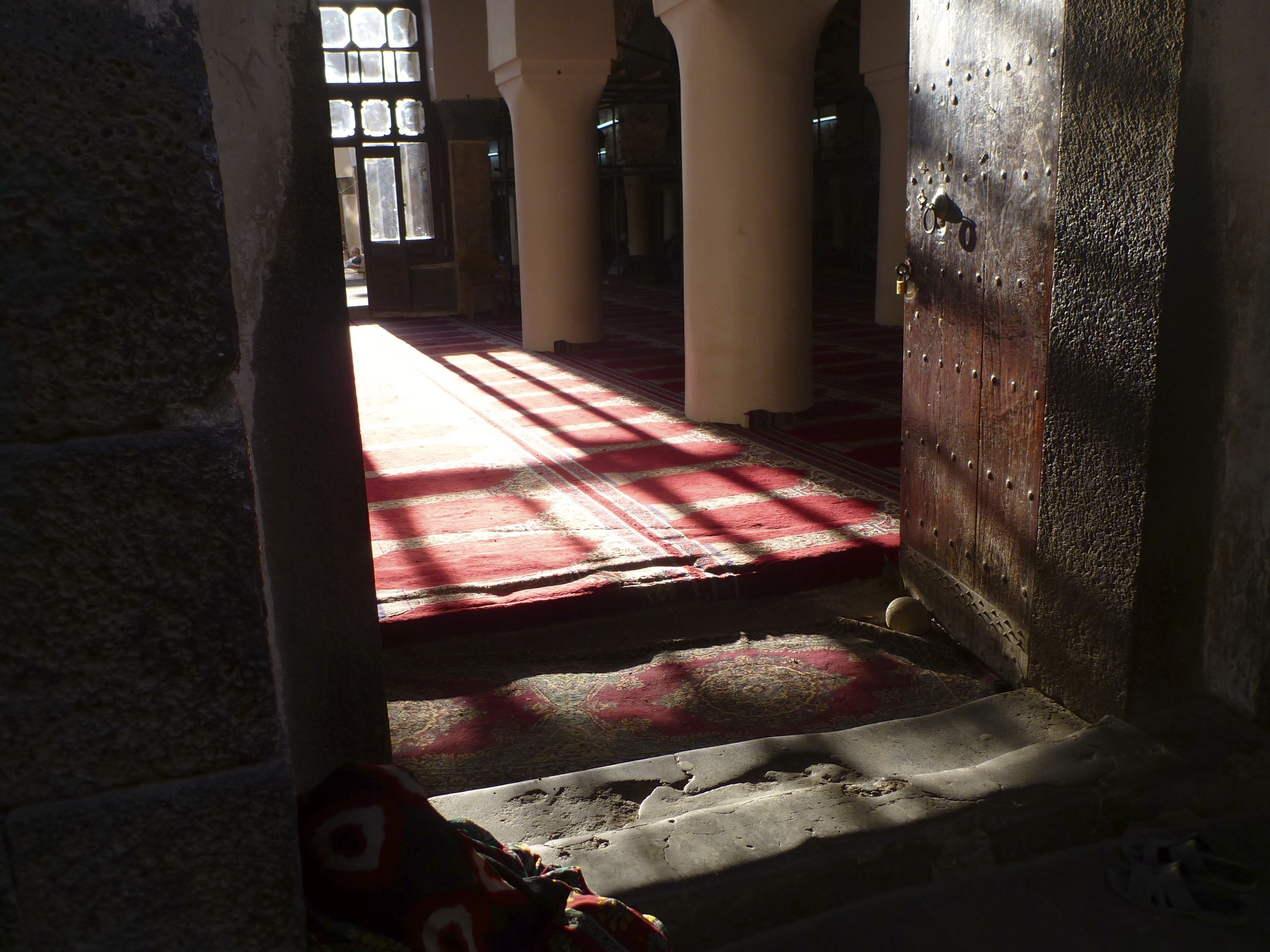
Внутрішній вигляд Великої мечеті Сани

Велика мечеть Старої Сани (араб. الجامع الكبير) — мечеть у Ємені, у місті Сана, що побудована в епоху Пророка Магомета в шостому році Хіджри і є однією з найстаріших ісламських мечетей. Будівлю мечеті розширили халіф Омейядів Аль-Валід ібн Абдул-Малік і губернатори після нього. У 2006 році археологи під керівництвом французького археолога доктора Марі Лін знайшли сліди катакомб і сліди стародавньої будівлі. Ці сліди ще досліджуються. За кілька років до цього під час зняття штукатурки зі стін зроблено важливе археологічне відкриття: виявлено дванадцять стародавніх Коранів, один з яких написаний рукою Алі ібн Абу Таліба, а також чотири тисячі рідкісних арабських рукописів початку ісламу та листування епохи Омейядів. Зараз ці скарби зберігаються в бібліотеці мечеті. Є свідчення, що ця мечеть побудована на руїнах відомого сабейського палацу Гамдан у Сані. Варто зазначити, що сталеві двері мечеті належать до палацу Гамдан і містять напис письмом Муснад.
Сильні дощі, що пройшли в Сані в 1385 році хіджри/1965 році нашої ери, пошкодили дах мечеті в північно-західному куті. Під час реставраційних і ремонтних робіт робітники виявили великий підвал, що містить тисячі рукописів Корану, відомих як рукописи Сани, а також інші матеріали.